# 国際ノンバイナリーデー

ノンバイナリー・プライド・フラッグ

国際ノンバイナリーデー（こくさいノンバイナリーデー、英: International Non-Binary People's Day）は、世界中のノンバイナリー（Xジェンダー）の人々が直面する問題についての啓発・意識改革、ならびに彼ら当事者たちの組織化を目的とし、毎年7月14日に行われるイベント。2012年に始められた。国際女性デー（3月8日）と国際男性デー（11月19日）のちょうど中間に7月14日が位置することから、この日付に催されることとなった。
世界の大多数の国は、ノンバイナリーを性別として法的に認めていない。したがって、ノンバイナリーの人々は性の区別のある――すなわち男女いずれかに紐付けられた――パスポートや公的文書を所持している。オーストラリアやバングラデシュ、カナダ、デンマーク、ドイツ、オランダ、ニュージランドはパスポートに記載する性別としてノンバイナリーを認めている。また、アメリカ合衆国の23州とワシントンD.C.は、運転免許証の性別欄に「X」と記入することを許可している。
ノンバイナリー啓発週間（ノンバイナリーけいはつしゅうかん、英: Non-Binary Awareness Week）は、7月14日の国際ノンバイナリーデーに先行する日曜日または月曜日から、1週間にわたり行われる。このLGBT意識週間は、性自認を男性と女性のいずれかを排他的に選ばない人、または性自認が男性かつ女性である人、あるいはこれらの区分けの外にいることを自認する人など、伝統的な男女二元制に当てはまらない人のために行われている。